# Caniga
Caniga è una borgata del comune di Sassari. Vi è ubicata la chiesa parrocchiale di San Domenico.